# جشنواره بین‌المللی فیلم ورلد-فست هیوستون
جشنواره بین‌المللی فیلم ورلد-فست هیوستون (انگلیسی: WorldFest-Houston International Film Festival) به عنوان قدیمی‌ترین جشنواره مستقل فیلم و ویدئو در جهان در شناخته می‌شود. این رویداد در سال ۱۹۶۸ با عنوان انجمن فیلم بین‌المللی تأسیس شد و هر ساله در ماه آوریل برگزار می‌شود. این جشنواره از زمان شروع تا پایان به مدت ۱۰ روز ادامه دارد.